# Mazsola

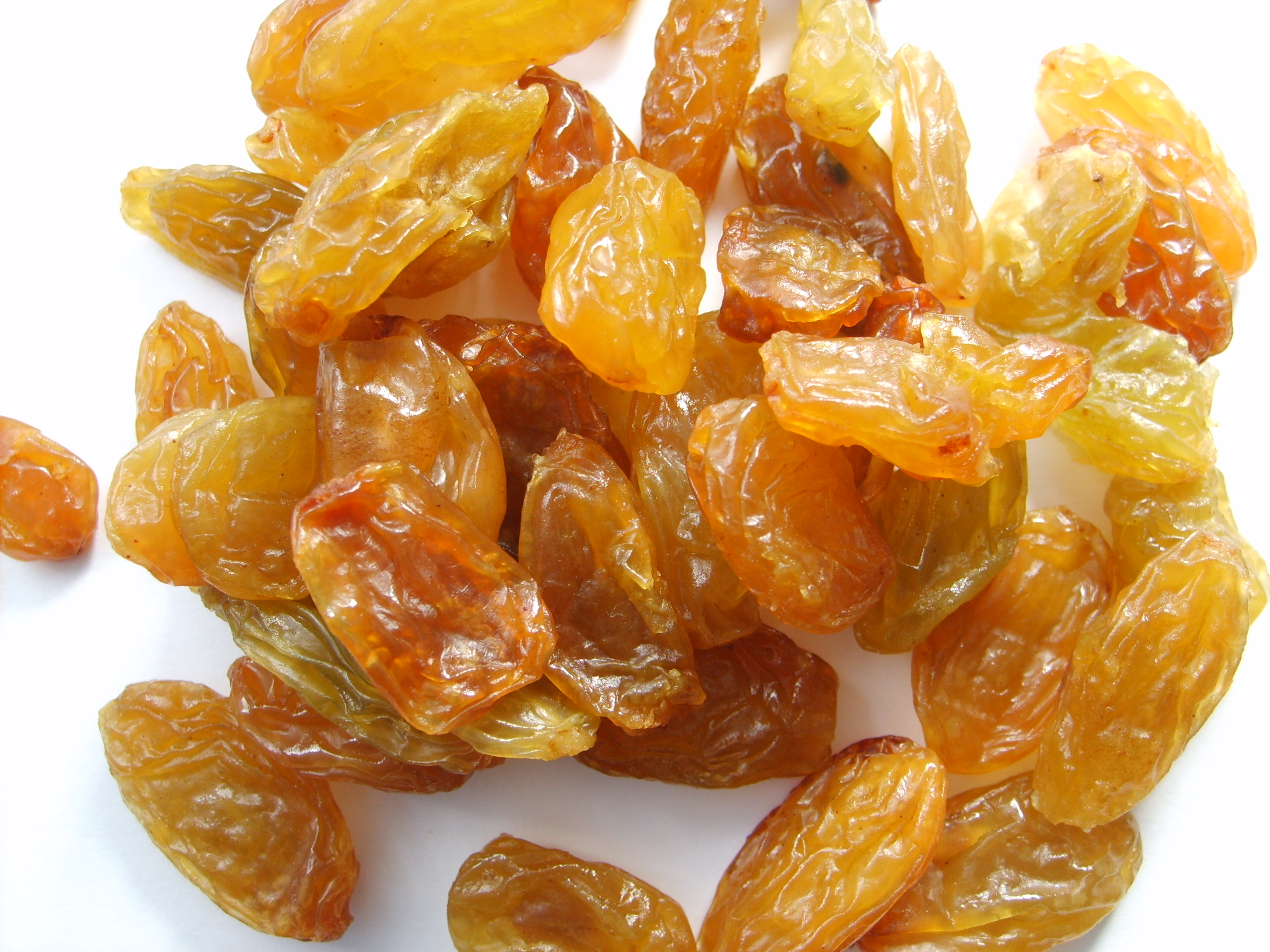

A mazsola legfeljebb egymagvú, de leginkább magtalan szőlőfajták aszalt, illetve megaszalódott bogyója. Nedvességtartalma a friss gyümölcsének körülbelül a negyede. Az 1930-as évekbeli Magyarországon a mazsolakereskedés monopóliuma a „Lenz Testvérek” gyarmatáru nagykereskedő cég kezében volt, amelyet Lenz József (1897–1965) kereskedelmi tanácsos, földbirtokos fejlesztett. Ez a cég (több más mellett) már 1896 óta foglalkozott a mazsola behozatalával.

## Előállítása
Legolcsóbb módja a késői szüret, ami előtt a szőlőszemek már a tőkén összetöppednek, de a bogyókat gyakran — részben vagy teljesen — különféle aszaló berendezésekben szárítják ki. A szőlőt óvatosan szüretelik és válogatják, hogy a szemeken lehetőleg ne maradjanak kocsánycsonkok. Ezután hideg vízzel mossák, majd szárítják és osztályozzák. Nedvességtartalmát gőzöléssel állítják be. A terméket préselve csomagolják.
A hagyományos begyűjtésnek köszönhetően kiváló minőségéről híres az afgán mazsola. A szovjet–afgán háború kitörése előtt, az 1970-es évek végén Afganisztán a világ mazsolapiacának hatvan százalékát adta. A konfliktus évei jelentősen csökkentették a mezőgazdasági termelést.  Ma Afganisztánban az élelmiszerellátás bizonytalan, világpiaci részesedése jelentéktelen.
A világ mazsolatermelése 1995-ben 1,1 millió tonna volt. A legnagyobb termelők:
- Törökország,
- Görögország,
- Oroszország,
- Azerbajdzsán,
- Grúzia,
- Örményország,
- Ausztrália,
- Irán,
- USA Kalifornia.

Magyar iratokban először a 16. században említették.

## Felhasználása
Közvetlenül is ehető, csemegének illetve bor- avagy sörkorcsolyának gyakran (sózott) olajos magvakkal keverik. Gyakorta használják különböző cukrászati készítményekben (süteményekben, tortákban, fagylaltokban stb.) és csemegeborok készítéséhez is.

## Érdekességek
A mazsola, talán apró mérete és töppedt, esetlen megjelenése miatt egyéb jelentésekkel is bekerült a magyar köznyelvbe:
- ezt a nevet kapta Bálint Ágnes egyik mesefigurája, egy kismalac, aki az író-dramaturg két mesekönyvében, illetve az azokból készült bábfilmsorozatokban is címszereplőként szerepel;
- Mazsola az egyik beceneve a vasútrajongók körében a MÁV M28-as sorozatjelű dízel tolatómozdonyainak;
- autós körökben pedig szokás mazsolának nevezni (helyzettől függően becézni vagy gúnyolni) a kezdő vagy ritkán volán mögé ülő, és emiatt ügyetlenül – vagy annak tűnően – közlekedő sofőröket.

A mazsoláról kapták a köznyelvi nevüket több nyelven is azok a nyugati pilóták (illetve szállító repülőgépeik), akik Nyugat-Berlin 1948-as szovjet blokádja idején rendszeresen repültek be a város légterébe és ott kisebb, főleg édességet tartalmazó ejtőernyős csomagokat dobáltak ki a nekik integető gyerekeknek. A mazsolabombázók (németül Rosinenbomber) kifejezés azután ragadt rájuk, hogy 1948 karácsonya előtt az egyik gép egy mazsolaszállítmánnyal kedveskedett a berlini pékségeknek, és ennek a csemegének egy része is a kis ejtőernyős csomagokban kötött ki. (Nem minden nyelv vette át így a kifejezést, angolul például az ugyancsak alkalmazott Raisin Bomber mellett inkább Candy Bombernek nevezték ezeket a gépeket, illetve pilótáikat.)